# Euzomodendron
Euzomodendron es un género de fanerógamas perteneciente a la familia Brassicaceae. Comprende dos especies. 
Algunos autores lo consideran un sinónimo del género Vella L.

## Descripción
Es un planta perenne, leñosa, subarbustiva, con pelos simples. Hojas generalmente divididas. Flores en racimos ebracteados. Sépalos erectos, caducos, los laterales gibosos en la base, los laterales de ápice subcuculado. Pétalos de uña muy larga, exerta, y limbo patente, de color crema, con nerviación violácea muy manifiesta. Estambres medianos con filamentos concrescentes por pares; anteras libres. Estigma subbilobado, obtuso. Nectarios 2, laterales. Frutos en silicua oblongo-lanceolada, atenuada hacia la base, latisepta, ligeramente comprimida; valvas convexas, no aquilladas, con (3)5 nervios, paralelos, muy prominentes; rostro aspermo, bastante desarrollado, comprimido, con 1(3) nervios, prominentes –al menos en la base–, y 1 surco medio –rara vez 2– en la mitad apical. Semillas uniseriadas, colgantes, muy comprimidas, rodeadas por un ala amplia y gruesa; cotiledones conduplicados.

## Taxonomía
El género fue descrito por Ernest Saint-Charles Cosson y publicado en Notes sur Quelques Plantes Critiques, Rares, ou Nouvelles, ... 144. 1852.

## Especies
- Euzomodendron bourgeanum
- Euzomodendron longirostre